# 武漢駅
武漢駅（ぶかんえき）は中華人民共和国湖北省武漢市青山区楊春湖にある中国国鉄の駅。2006年9月29日に着工し、2009年12月26日に使用開始された。武広旅客専用線の北側の起点であり、一部の夜行列車を除き京港旅客専用線列車のほぼ全てが停車する。また、滬漢蓉旅客専用線（合武線、漢宜線）に当駅は含まれないものの、一部の列車が当駅に乗り入れる。

2017年9月21日からは、同日全線開業した武九旅客専用線の起点として黄岡、九江方面の列車が発着する。

## 駅構造
駅舎は、フランス国鉄の子会社である
AREPと地元の鉄道第四勘察設計院の共同設計によるもので、コンコースは、高架式のプラットホームの直上に作られ、鶴が翼を広げる姿をモチーフとした、大スパンの流線型の金属の屋根で覆われている。利用者はコンコースからプラットホームに停車している列車を俯瞰することができる。

## 駅周辺
- 武漢鋼鉄
- 楊春湖客運換乗中心

## バス
- 駅の開業に合わせ、いくつかのバス路線が発着するようになった。

## 隣の駅
中華人民共和国鉄道部
京港旅客専用線（武広旅客専用線、石武旅客専用線）
(横店東駅 -) 武漢駅 - 烏龍泉東駅